# Tsurugi
 (septembre 2018).
Si vous disposez d'ouvrages ou d'articles de référence ou si vous connaissez des sites web de qualité traitant du thème abordé ici, merci de compléter l'article en donnant les références utiles à sa vérifiabilité et en les liant à la section « Notes et références ».
Pour les articles homonymes, voir Tsurugi (homonymie).
Le terme tsurugi (剣) désigne une arme blanche autrefois d'usage commun au Japon, mais qui de nos jours est surtout associée à des temps historiques très reculés, ainsi qu'à la mythologie. Il s'agit d'une épée, ce qui veut dire que cette arme présente deux tranchants, un de chaque côté de sa lame, à la différence des tachi, katana, wakizashi ou nodachi, qui eux sont des sabres car ils n'ont qu'un seul tranchant, sur l'un des deux côtés de la lame.
Les tsurugi étaient généralement forgés durant l'âge du bronze au Japon. Le terme est employé pour désigner des épées courtes à lame droite, ainsi que diverses armes similaires, comme le jian chinois. L'exemple de tsurugi le plus célèbre est l'épée mythique Kusanagi-no-Tsurugi, l'un des trois trésors sacrés du Japon.